# 小倩 (2024年電影)
《小倩》（英語：Nie Xiaoqian）是一部2024年中國大陸3D動畫電影，改編自蒲松齡《聊齋誌異》之《聶小倩》，由毛启超執導。本片2024年12月6日在中國大陸上映。

## 配音員
- 边江配音宁生
- 张惠霖配音聂小倩
- 陈张太康配音燕赤霞
- 张思王之配音青衣
- 傅晨阳配音黑无常
- 卢力峰配音白无常
- 孙睿扬配音阎王
- 郭政建配音剑匣
- 林兰配音姥姥
- 妶耳配音少女姥姥
- 锦鲤配音少年宁生
- 张雨濛配音少女小倩
- 白望文一配音门童小鬼

## 發行
《小倩》最初定於2024年4月30日在中國上映，但在預備上映前的4月23日宣布撤檔。電影最終定於2024年12月6日正式上映。

## 外部連結
- 互联网电影数据库（IMDb）上《小倩》的资料（英文）
- 豆瓣电影上《小倩》的資料 （简体中文）